# ペール・ハッセルベリ
ペール・ハッセルベリ（Per Hasselberg、本名: Karl Petter Hasselberg、1870年に Åkessonから改姓、1850年1月1日 - 1894年7月25日）は、スウェーデンの彫刻家である。

## 略歴
スウェーデン南部のブレーキンゲ地方のロンネビー（Ronneby）近くの村ハッセルスタッド（Hasselstad）の農家で生まれた。12歳から、大工の見習いとして働き、その後の家具工場で見習いとして働き装飾彫刻の技術を磨いた。1869年にストックホルムに移り、装飾彫刻家のもとで働き、工芸学校の夜間クラスや週末のクラスに参加した。スウェーデン王立美術院に入学しようとして予備クラスで学んだ後、26歳になった1876年にスウェーデン商務省の職業奨学金を得てパリに留学した。翌年パリ国立高等美術学校に入学し、彫刻家のフランソワ・ジョフロワのもとで3年間修業した。
パリで活動を続け、1881年に石膏モデルでパリのサロンに出展した『Snöklockan』（フランス語のタイトル:La Perce-Neige）という作品で賞を受け、スウェーデンでも有名になった。ストックホルムの国立博物館からすぐに大理石複製制作の注文を受けて1883年に完成し、それをパリのサロンに出展すると金メダルを受賞した。この作品は1885年にヨーテボリの美術館からも大理石複製の注文を受け、また多くのブロンズ複製像が制作され各地に設置された。1887年から1926年の間に磁器メーカーによって高さ50㎝や60㎝のサイズの模造大理石の複製品が2000個以上生産された。その後もいくつかの有名な作品を制作した。
パリに住む芸術家を中心に結成され、1885年にスウェーデンの芸術家支援の改革を求め、展覧会も開いた美術家グループ「Opponenterna」のメンバーにもなった。パリでスウェーデン出身の画家のエヴァ・ボニエ（1857-1909）と付き合い、婚約したが後に破棄された。その後、モデルを務めた Signe Larssonと交際を始め、1893年に娘が生まれた。
1885年に大動脈解離を患いヨーテボリの病院に入院し、当時この病気は不治の病とされていたが、回復した。1894年に病気は再発しストックホルムで1894年に亡くなった。

## 作品

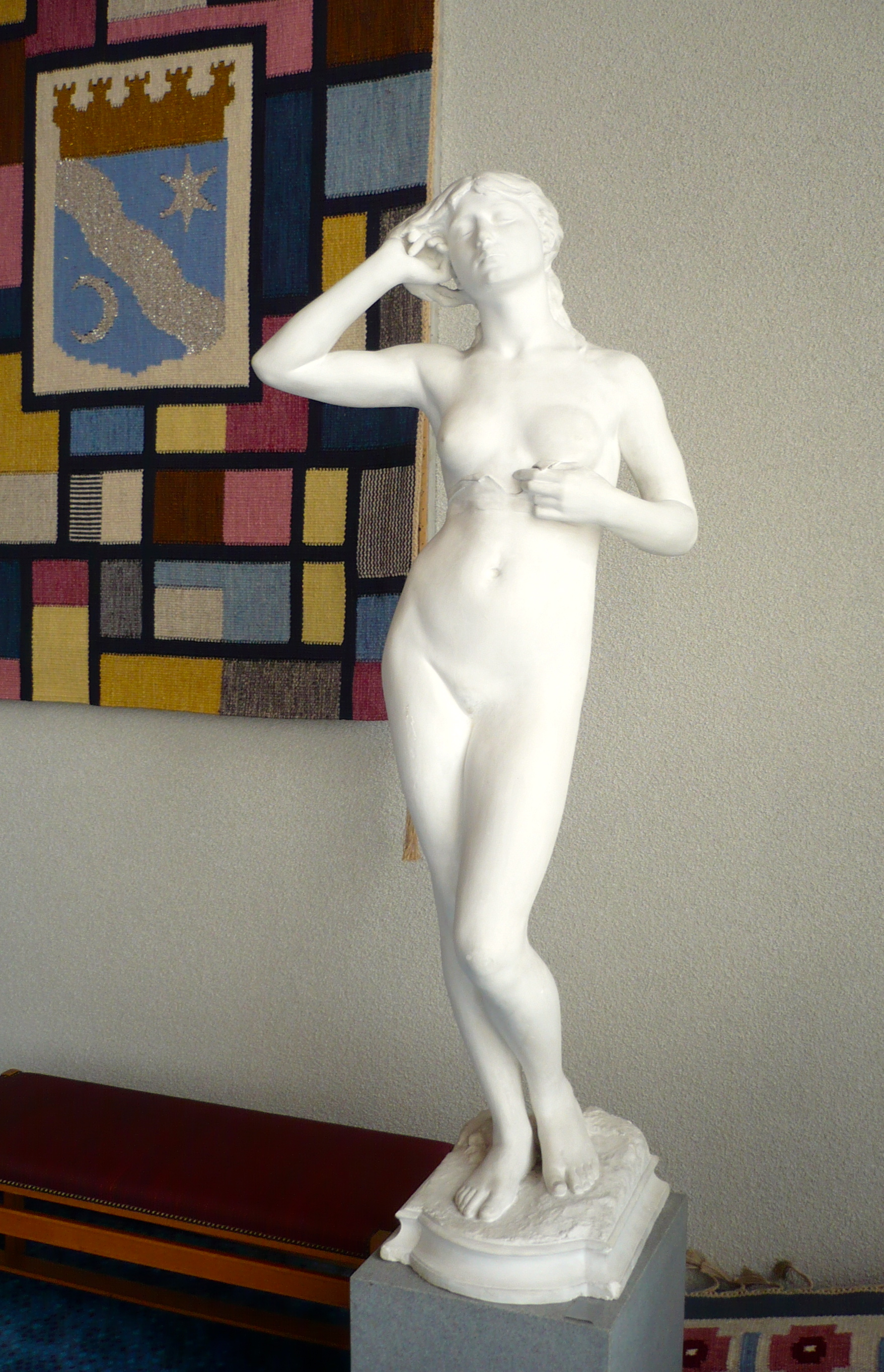
『Snöklockan』石膏像 (1881) ロンネビュー市庁舎
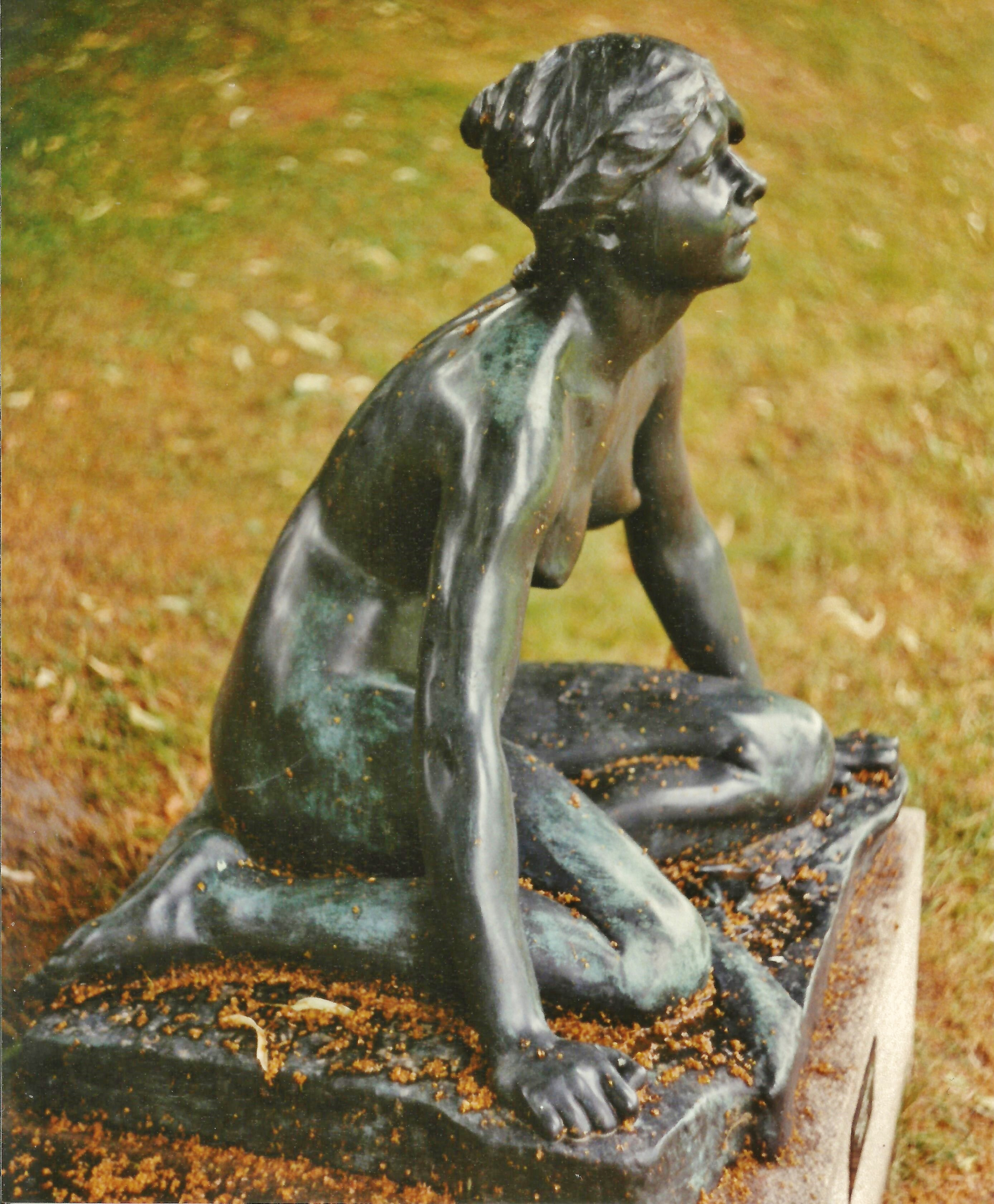
ヴェルムランド県Sunneの公園にある『Kröte』
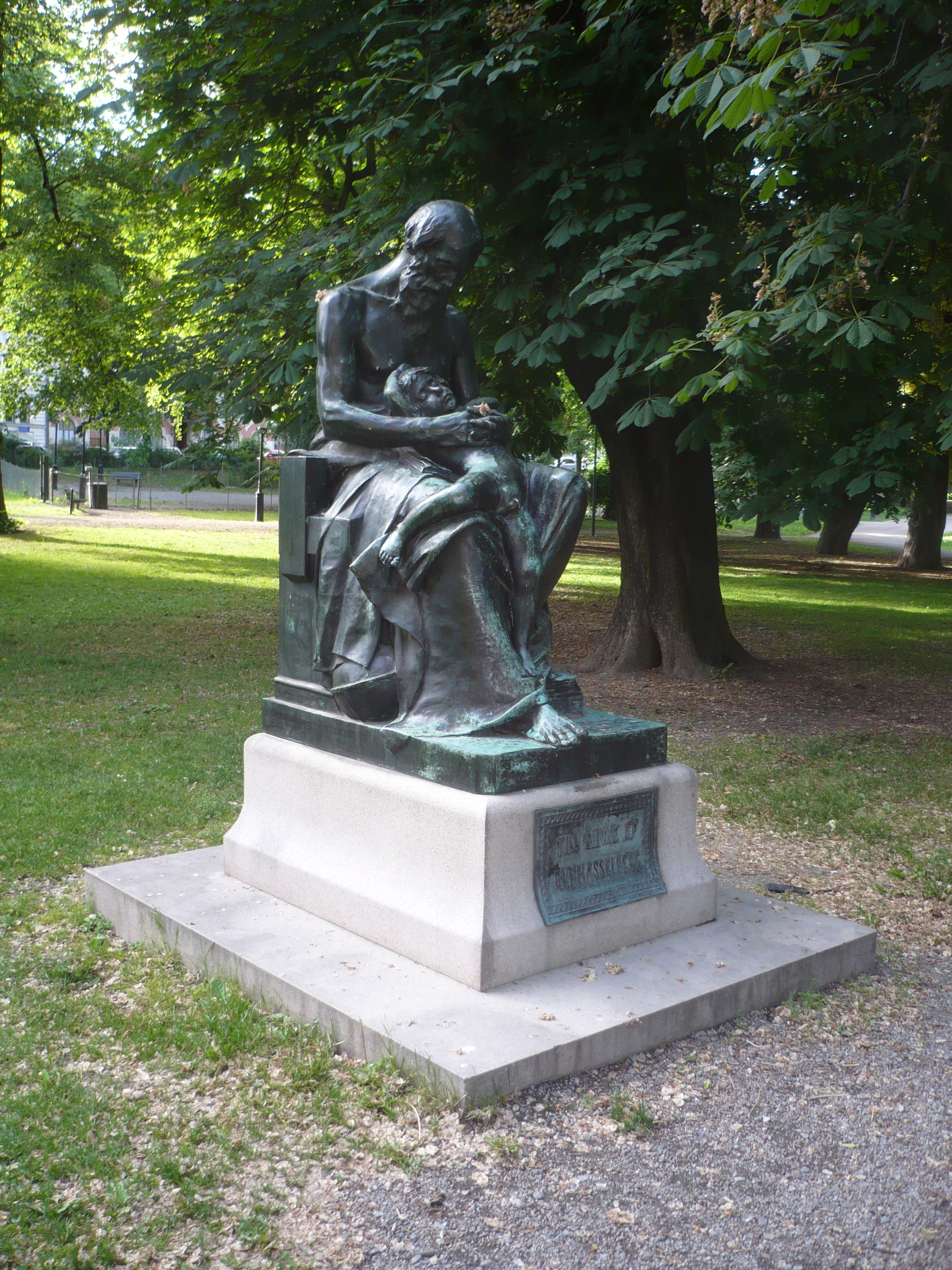
ストックホルムの『祖父』
『Pontus Fürstenberg』(1888) ヨーテボリ美術館